# آيفون 6
آيفون 6 هو جهاز مصنع من قبل شركة أبل ويحتوي على معالج A8 ونظام آي أو إس 8، وكاميرا 8 ميغابكسل. دائرة الرقابة الداخلية تم تصميمها وتصنيعها من قبل شركة أبل. كشف النقاب خلال المؤتمر الصحفي يوم 10 سبتمبر 2014 جنبا إلى جنب مع آيفون 6 بلس، والأجهزة بمثابة خلف لآيفون 5S. وتمثل النماذج الأولى زيادات كبيرة في حجم الشاشة المادي للخط حيث الشاشة أطول من آيفون 5، وقياس 4.7 بوصة على التوالي.

## التصميم
عندما تخرج الهاتف الأيفون 6 فأنك ستلاحظ أولا التصميم ومن ثم جودة التصنيع التصميم مختلف تماماً عن مارأيناه في سلسلة الأيفون 5 هو بسماكة أقل من ماهو موجود في الأيفون 5أس , الأيفون 6 يأتي بسماكة 6.9 ملم، أما الوزن فالأيفون 6 يأتي بالوزن الكلي 129 غرام.
أيضا يأتي بجودة تصنيع عالية يملك مادة الألمنيوم ماعدا شعار الشركة وهو من الحديد وهو منحني الأطراف بالكامل وذكرت أبل أن الهدف في ذلك هو لجعل عملية أمساك الهاتف أفضل لكن بعد الاستخدام الطويل للهاتف وجدت أن الأيفون 6 يتفوق على الأيفون 6 بلس في هذه النقطة عملية التحكم بالهاتف والوزن هي ممتازة حتى لو كان أكبر من الأيفون 5 أس على الأقل يمكنك الوصول إلى أرجاء الشاشة بسهولة تامة بينما الآيفون 6 بلس فهو بالفعل يملك شاشة كبيرة تأخذ مساحة أكبر بالطول وليس بالعرض فمن الصعب التحكم بالهاتف من خلال يد واحدة فقط وتحتاج بكل تأكيد إلى يديك الأثنتين لأتمام بعض المهام مثل الكتابة باستخدام لوحة المفاتيح.
ولقد طرحت الشركة جهازها آيفون 6 بثلاثة ألوان: الأسود والذهبي والفضي.

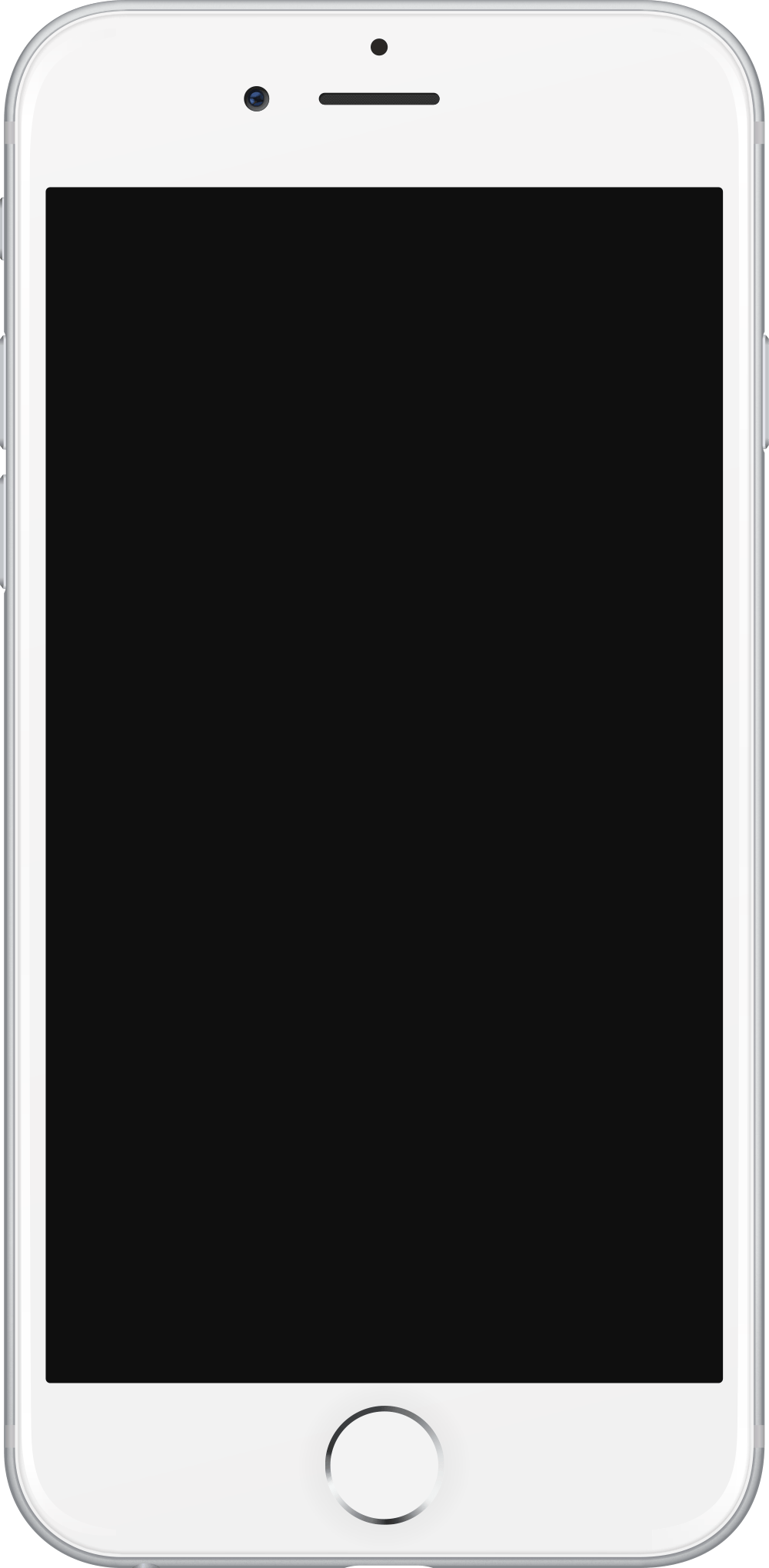
الفضي

## الازرار
الأزرار تملك نفس الأزرار والمنافذ ولكن ستلاحظ فقط نقطة واحدة وهو أنه الآن يملك زرّ الطاقة في الجهة الجانبية بدلا من الجهة العلوية وهذا قرار ممتاز بحكم حجم الهاتف تحديد عدا ذلك ستجد زرّي التحكم بمستوى الصوت ومن الجهة السفلية ستجد منفذ صوتي 3.5 ملم وسماعة خارجية ومنفذ الخاص بأبل لشحن هاتفك ونقل المحتوى من وإلى حاسبك ومنفذ صغير للمايكرفون ومن الجهة الأمامية هنالك الكاميرا وبالأسفل زرّ الخاص بالقائمة الرئيسية والتي تعمل بعدة مهام فمثلا يمكنك اللمس مرتين “ليس الضغط” لتصغير نافذة النظام هذه قد تفيدك في مسألة التحكم بالنظام بطريقة أسهل ومن ثم هنالك الضغط المطول وغيرها التي رأيناها مسبقا مع الأيفون 5 أس.
من الجهة الخلفية ستجد الكاميرا الخلفية بدقة 8 ميجابيكسل ظاهرة للاعلى قليلا من تصميم الهاتف وبجانبها منفذ آخر للمايكرفون وفلاش LED ملون مزدوج والذي أصبحا مدمجان بدلا من أن يكونان منفصلان مثل مارأينا في الأيفون 5 ستلاحظ شعار أبل في المنتصف وهنالك خطوط تقسم الهاتف من الجهة العلوية والسفلية للهاتف المحمول من الخلف وهي ليس مظهر فقط بل أنها فقط للموجات الهوائية للشبكات الوايرلس.
- نقطة أخيرة على الرغم من أن الآيفون 6 يأتي بجودة تصنيع ممتازة وبتصميم جميل جدا إلا أن مادة الألمنيوم سهلة الخدش “اسأل ملاك HTC One M8″ طبعا الحل أما أنك تنتبه إلى هاتفك وبشكل كبير أو تقوم بشراء حامي للهاتف.

## الشاشة
الهاتف يملك شاشة بمقاس 4.7 أنش يمتلك التقنية وهي تقنية IPS LCD كذلك درجة وضوح الموجودة في الهاتف تحمل اسم Retina HD ويملك طبقة الحماية 2.5 D Glass هذه الطبقة تبدو مألوفة جدا إذا قمت باستخدام نوكيا N9 أو النوت 4 وهي تعطي انحناء بسيط في الأطراف بحيث يسهّل من عملية تصفح القوائم والكتابة من خلال لوحة المفاتيح وهي فعلاً جميلة، في كثافة البيكسل ودرجة الوضوح نجد أن الآيفون 6 ياتي بدرجة وضوح 750 في 1334 بكثافة بيكسل326 بيكسل لكل أنش.

## الأداء والبطارية
الهاتف يملك معالج A8 الخاص بشركة أبل وهو معالج 64 بت نفس مارأينا في الهاتف المحمول الأيفون 5 أس لكن في A7 وحسب ماذكرت شركة أبل الفرق هو أن معالج أبل الجديد أسرع بنسبة 25 بالمئة مقارنة بالمعالج السابق ومعالج الرسوميات أسرع بنسبة 50 بالمئة مقارنة بالمعالج السابق هنالك من يقول من أن المعالج الرسوميات سداسي النواة عموما سرعة المعالج هنا هي 1.4 جيجاهرتز والذاكرة العشوائية حسب ماظهر لنا مع برنامج Geekbench هي واحد جيجابايت.
الهاتف يملك أيضا مستشعر M8 مقارنة بالنسخة السابقة وهي M7 وحسب مارأينا في المؤتمر فأن المستشعر يتفوق على المستشعر السابق في أضافة عداد الخطوات والحركة والجيروسكوب وأخيرا البوصلة الرقمية لذلك كل هذه المقاييس ستكون مفيدة مع تطبيق أبل للصحة المعروف باسم Health فبإمكان المستشعر معرفة ما إذا كنت تمارس الرياضة باستخدام الدراجة أو من خلال الركض وهذا شيء ممتاز لاننسى أن المستشعر سيساعدك على استخدام هذه المستشعرات من دون الحاجة إلى الاعتماد على المعالج ممايعني الحفاظ على عمر البطارية بقدر الإمكان.
الهاتف يدعم تقنية NFC ولكن هذه التقنية محصورة فقط مع خدمة أبل Apple Pay على الأقل في الوقت الحالي وهذه الخدمة لاتعمل في البلاد العربية قد تكون محصورة في البداية على عدد من البلدان والمتاجر.
الحرارة تظهر في الجهاز خاصة إذا كنت تلعب ولكن ليست مزعجة فقط ستلاحظ أن الحرارة في الأيفون 6 أعلى من الأيفون 6 بلس.ننتقل إلى البطارية حيث أن البطارية هي أهم نقطة بل هي نقطة تحول كبيرة مابين الأثنين فأذا كنت تريد بطارية بعمر أطول لمدة 11 ساعة فعليك بالأيفون 6 بلس أما الأيفون 6 فلم يصمد معي سوى 2 ساعات و 33 دقيقة لذلك هي مخيبة جدا للآمال.التجرب للبطارية كانت متوسطة إلى عادية من ناحية الاعتماد على تقنية الوايرلس وشبكات الجيل الرابع في تحديث المواقع الاجتماعية والبريد الإلكتروني وتصفح القوائم وتجربة بعض التطبيقات وأخذ بعض الصور والفيديوهات.

## اختبار البطارية
1. اختبار قوة استمرار البطارية في حالة إستهلاك قصوى : الاختبار عبارة عن تشغيل فيديو من اليوتيوب مدته 10 ساعات عبر الـ wifi ووضع سطوع الشاشة على أعلى شيء (100٪).

عدد الساعات التي حققها الجهاز: نصف ساعة
1. شحن البطارية من 0٪ إلى 100٪ والجهاز في وضع التشغيل يستغرق في حدود ساعتين و 30 دقيقة.

## الكاميرا
لو نظرت إلى كاميرات الهواتف الذكيّة فأن هنالك حرب شرسة مابين الشركات في استخدام أفضل التقنيات لجعلها أفضل كاميرا لدى المستخدم لكن أبل لم تدخل إلى هذه الحرب بعد حيث الكاميرا الخلفية للهاتف هي 8 ميجابيكسل iSight وبفتحة 2.2 نفس ماهو موجود في الأيفون 5 أس كما أن الشركة أضافة تقنية Focus Pixels وهو اسم خاص لأبل لتقنية مستخدمة في عدد من الهواتف الخارقة مثل الجالكسي أس 5 فهي تقوم بضبط التركيز التلقائي لجعله أسرع.
يقدم الهاتف مستوى مذهل من التفاصيل والألوان والأضاءة تظهر بشكل رائع جداً فقط الأفضلية للهاتف 6 بلس في امتلاكه تقنية المثبت البصري لكن مرة أخرى الأيفون 6 والأيفون 6 بلس يقدمان مستوى رائع جدا في الصور والفيديوهات.
واجهة الكاميرا مألوفة جدا لكن مع نظام iOS 8 فأن النظام سيتيح خيارات أكثر للمطورين في مسألة أضافة خيارات أكثر عند التصوير مثل موازنة اللون الأبيض وحساسية الضوء وغيرها ويمكنك التصوير بشكل بانورامي لتخرج بصورة بدقة 43 ميجابيكسل.

## النظام
فيما يخصّ بالنظام فأن الهاتف سيكون بنظام iOS 8 مثبت مسبقا مع العلم أن النسخة الثامنة ستكون متوفرة لعدد من الأجهزة في 17 من شهر سبتمبر.
الهاتف يدعم خاصية النقر مرتين لتقليل من مساحة عرض النظام بحيث يسهل الوصول إلى جميع أرجاء مساحة النظام وهنالك أيضا خاصية Display Zoom والتي ستقوم بعمل تقريب للأيقونات والنصوص وهنالك أيضا خاصية Reachability والتي تعني استخدام الهاتف بيد واحدة.النظام أصبح أكثر نضجا مقارنة بما كان عليه في iOS 7 فلقد تم تجديد بعض التطبيقات والخدمات مثل تغيير شكل نظام التنبيهات ومحرّك البحث أصبح سريع جدا من ناحية الأستجابة وكذلك في إدارة المهام فأنك لن ترى فقط التطبيقات التي قمت بفتحها مؤخر بل سترى أيضا آخر الأسماء التي قمت بالتواصل معها مؤخرا وهي تظهر في الجهة العلوية من إدارة المهام على شكل دوائر.
من الأشياء الجديدة التي ستلاحظها في النظام هو ظهور تطبيق الصحّة Health وأبل وفرت الحزمة التطويرية HealthKit للمطورين بحيث يمكنهم تطوير تطبيقات تهتم بالصحة لتكون متوافقة مع الأيفون والأيباد وبفضل الله ثم المستشعر الجديد فأنه سيقوم بقياس كافة بياناتك الرياضية وتسجيلها في هذا التطبيق وهي تظهر برسومات بيانية جميلة.